# L'impareggiabile Lady Gomma
L'impareggiabile Lady Gomma (The New Shmoo) è una serie televisiva animata statunitense del 1979, creata da Al Capp.
Prodotta da Hanna-Barbera Productions è basata sulla striscia a fumetti Li'l Abner di Al Capp, la serie è incentrata sulle avventure di un gruppo di ragazzi che risolvono i misteri e i crimini con la loro amica informe e gommosa Shmoo.
La serie è stata trasmessa per la prima volta negli Stati Uniti su NBC dal 22 settembre 1979 al 15 novembre 1980, per un totale di 16 episodi ripartiti su una stagione. In Italia è stata trasmessa sulle televisioni locali dall'8 marzo 1981.
I primi undici episodi furono trasmessi come una serie autonoma dalla durata di mezz'ora dal 22 settembre al 1º dicembre 1979. A partire dall'8 dicembre successivo, i restanti cinque episodi furono accorpati nel contenitore di 90 minuti Fred and Barney Meet the Thing. Nonostante il titolo del programma, Fred, Barney, La Cosa e Lady Gomma si incontrano solo per pochi instanti tra i loro singoli segmenti.

## Personaggi e doppiatori
- Lady Gomma (in originale: Shmoo), voce originale di Frank Welker, voce italiana di Anna Marchesini.
- Mickey, voce originale di Bill Idelson.
- Nita, voce originale di Dolores Cantu.
- Billy Joe, voce originale di Chuck McCann.